# Маріо Берті
Маріо Берті (італ. Mario Berti; 3 лютого 1881, Ла-Спеція, Королівство Італія — 1 січня 1964, Ла-Спеція, Італія) — італійський військовий діяч, корпусний генерал (1938) Королівської італійської армії, учасник Першої і Другої світових воєн. Особливо відзначився під час воєн в Ефіопії та Іспанії. Під час Другої світової війни командував 10-ю армією, яка діяла у північній частині Африки.

## Біографія
Маріо Берті народився 3 лютого 1881 року у Ла-Спеції (регіон Лігурія, що на півночі країни) у заможній сім'ї. Його батько був великим землевласником, а тому дитинство Берті було безбідним. 
Закінчивши школу, Берті розпочав кар'єру військовослужбовця. 2 вересня 1901 року він отримав своє перше призначення, перебуваючи у званні молодшого лейтенанта. 22 серпня 1904 року Маріо став лейтенантом. 1 вересня 1912 року він був підвищений до капітана та переведений до Африки, де брав участь у війні з Османською імперією, що якраз почалася. Блискуче проявивши себе у конфлікті, він отримав пам'ятну медаль та продовжив службу в Лівії.
Після вступу Італії в Першу світову війну продовжував службу в Лівії, проте 1916 року був переведений до штабу 1-ї армії, яка була розгорнута на австрійському фронті. 31 травня 1917 року отримав звання підполковника за проявлену на фронті мужність. Брав участь у битві за Тренто. По завершенню конфлікту отримав срібну медаль "За військову доблесть" та британський орден "За видатні заслуги", якого Берті вручив особисто Вінстон Черчилль. 
20 серпня 1922 року Берті отримав звання полковника, ставши одним із наймолодших офіцерів у відповідному званні. 14 листопада 1932 року Маріо Берті був підвищений до бригадного генерала та призначений командиром артилерійської бригади при Туринському армійському корпусі. Пізніше очолював 9-у піхотну дивізію та 3-ю піхотну дивізію.
Після початку війни в Іспанії Берті був призначений першим заступником командира італійського корпусу, який був надісланий на допомогу військам Франко. Проте за декілька місяців, після повернення генерала Етторе Бастіко до Італії, він очолив корпус. 25 квітня 1938 року Маріо отримав звання корпусного генерала та Савойський військовий орден після перемоги у битві під Арагоном. Пізніше він передав командування генералу Гамбара та повернувся додому. 
1939 року Берті очолив 15-й корпус, проте через постійні конфлікти з вищим військовим керівництвом був відправлений до Лівії.
Коли Італія вступила до Другої світової війни, Берті командував 10-ю армією, розгорнутою вздовж кордону з Єгиптом. На чолі частини він брав участь у вторгненні до Єгипту, зумівши просунутися на 100 км углиб ворожої території, проте був змушений зупинитися через проблеми з матеріально-технічним забезпеченням. За проявлену хоробрість та мужність у даній операції він отримав від Гітлера Залізного хреста.
Під час початку британської контратаки Берті був у відпустці та перебував у Італії, проте одразу ж терміново повернувся до Африки 14 грудня, прийнявши командування своєю армією. Однак через невдачі в обороні та особистий конфлікт із маршалом Граціані, якого він відкрито критикував та щиро ненавидів, Маріо був звільнений із посади командира 10-ї армії. Його змінив корпусний генерал Джузеппе Теллера, який загинув у бою 7 лютого 1941 року. 
Після цього Берті очолював різні частини, проте активної участі у бойових діях уже не брав. Він повернувся до Ла-Спеції та пішов у відставку після капітуляції Італії. 
По завершенню Другої світової війни Берті намагалися притягнути до відповідальності за воєнні злочини, проте марно. Помер генерал 1964 року у своєму будинку в Ла-Спеції.